# Cosmocampus arctus
El agujón o pez pipa chato (Cosmocampus arctus) es una especie de pez de la familia Syngnathidae en el orden de los Syngnathiformes.

## Morfología
Los machos pueden alcanzar 12 cm de longitud total.

## Reproducción
Es ovovivíparo y el macho transporta los huevos en una bolsa ventral, la cual se encuentra debajo de la cola.

## Subespecies
- Cosmocampus arctus arctus (Jenkins & Evermann, 1889
- Cosmocampus arctus coccineus (Herald, 1940

## Hábitat
Es un pez  de mar y de clima subtropical y asociado a los arrecifes de coral que vive hasta 10 m de profundidad.

## Distribución geográfica
Se encuentra desde la bahía de Tomales (California) hasta Mazatlán (México).